# Haeyang-dong
Haeyang-dong (koreanska: 해양동) är en stadsdel i staden Ansan i provinsen Gyeonggi i den nordvästra delen av Sydkorea,  30 km söder om huvudstaden Seoul. Den ligger i stadsdistriktet Sangnok-gu.
Före den 1 juli 2017 hette stadsdelen Sa 3-dong (사3동). Vid samma tillfälle bytte stadsdelarna Sa 1-dong (사1동) och Sa 2-dong (사2동) namn till Sa-dong respektive Sai-dong.